# Dusona epomiata
Dusona epomiata là một loài tò vò trong họ Ichneumonidae.